# Châm Khê
Châm Khê là một làng cổ thuộc phường Phong Khê, thành phố Bắc Ninh, tỉnh Bắc Ninh.

## Lịch sử
Thôn Châm Khê có lịch sử lâu đời, xưa kia có tên chữ Bùi Xá, tên nôm làng Bùi, vốn là một làng Việt cổ nằm bên bờ nam sông Ngũ Huyện Khê,nay thuộc xã Phong Khê, thành phố Bắc Ninh, tỉnh Bắc Ninh.
Là một trong 49 làng quan họ cổ của vùng kinh bắc cũng như của Việt Nam được Ủy ban liên chính phủ Công ước UNESCO công nhận 30/9/2009.

## Văn hóa
Mang văn hóa đặc sắc của làng quê bắc bộ với cây đa giếng nước sân đình. Với mức độ đô thị hóa cao cùng xu thế chung của đất nước, nhiều giá trị văn hóa đang mai một nhưng làng Châm Khê vẫn giữ được những nét đặc sắc vốn có của làng Việt cổ.